# Древлеправославная церковь Христова Белокриницкой иерархии
Древлеправославная церковь Христова Белокриницкой иерархии (сокращённо ДЦХБИ) — малочисленное религиозное объединение, основанное в 2007 году рядом клириков и мирян, покинувших Русскую православную старообрядческую церковь; не находится в молитвенно-евхаристическом общении с другими церквами. В 2008 году среди ДЦХБИ произошли разделения.

## История
После смерти митрополита Алимпия (Гусева) и переход руководства РПСЦ к митрополиту Андриану (Четвергову) в 2004 году, последний предпринял активные усилия по открытию древлеправославия широкой общественности. Эти шаги породили недопонимание у некоторых консервативно настроенных представителей РПСЦ. Многих из них устраивал замкнутый и самодостаточный стиль управления митрополита Алимпия, не обещавший в обозримом будущем никаких перемен. С середины 2000-х годов всё активнее стали раздаваться упреки в адрес руководства РПСЦ в её недостаточно жёстком отношении к Московскому Патриархату, осуждались контакты Митрополита с представителями государственной власти на различных общественных и светских мероприятиях. Эта же тенденция продолжилась при митрополите Корнилие (Титове). Его первые шаги на посту предстоятеля РПСЦ вызвали критику со стороны части верующих и клириков, усмотревших в его политике малое внимание к вопросам внутренней жизни РПСЦ, во взглядах — экуменизм, а затем и предательство идеалов РПСЦ и старообрядчества в целом. В преддверии Собора РПСЦ 2007 года появилось «Открытое письмо духовенства, иночествующих и мирян Освященному Собору РПСЦ по поводу развития ереси экуменизма в старообрядческой среде».
Одновременно с этим в Иркутско-Амурской и всего Дальнего Востока епархии РПСЦ возник конфликт епископа Германа (Савельева) с иереем Константином Лунёвым (г. Владивосток) относительно вопроса возможности моления с еретиками и с другими христианами-старообрядцами Приморского края относительно церковной Соборности. На внеочередном Епархиальном Съезде Дальневосточной епархии РПСЦ, состоявшемся весной 2007 года в селе Суходол Приморского края, епископ Герман (Савельев) был отстранён от управления епархией, которая перешла под прямое управление митрополита Корнилия (Титова). Со своей стороны, епископ Герман не признал решения Съезда и запретил в служении семерых из девяти священнослужителей епархии, которые в свою очередь не подчинились решению отстраненного епископа. Освященный собор, проходивший 16-19 октября 2007 года не только ничего не решил в дальневосточном вопросе, но напротив, отказ митрополита Корнилия прочесть публичное исповедание веры вызвало негативную реакцию у дальневосточной делегации, которая покинула Собор. Покинувшие Собор 18 октября объявили о разрыве молитвенного общения с РПСЦ, 9 ноября 2007 года о разрыве молитвенного общения с РПСЦ объявил и епископ Герман. 13 ноября под давлением комиссии РПСЦ, посетившей Хабаровск, он объявил о возвращении в РПСЦ, но 20 ноября в Москве он объявил о прерывании молитвенного общения с митрополитом Корнилием и возглавил «Собор» ДЦХ.
ДЦХ БИ на конец 2007 года насчитывало в своих рядах одного епископа и восемь священников: протоиерей Елисей Елисеев, являющийся икономом — управляющим делами Дальневосточное епархией, протоиерей Георгий Иванов — иконом Московской епархии, протоиерей Никола Спижевой (Хабаровск), иерей Александр Шестаков (Бурятия), иерей Константин Лунёв (Приморье), иерей Сергий Боголюб (Амурская область), Александр Черногор (Рязанская область), иерей Виктор Иванов (Читинская область), инок Алимпий (Вербицкий), а также порядка 20 церковных общин и религиозных групп (не менее десятка общин на Дальнем Востоке РФ, две в Рязанской области, домашний храм священника Георгия Иванова, а также малочисленная группа в Москве и Подмосковье).
9 декабря 2007 епископ Герман (Савельев), будучи единственным епископом ДЦХ БИ единолично рукоположил Виктора Смольникова, бывшего священника Русской православной церкви, принятого через крещение годом ранее, в сан епископа Большекаменского с наречением ему в иночестве имени Внифантий.
В сентябре 2008 года епископ Герман прервал общение с ДЦХ из-за конфликта с лидерами Московской епархии ДЦХ о. Александром Черногором и иноком Алимпием (Вербицким). 17 октября 2008 епископ Герман был принят через покаяние обратно в РПСЦ в как простой монах.
Оставшиеся в ДЦХ разделились на сторонников инока Алимпия, созвавшие свой Собор 3 октября в Приморском крае, и сторонников епископа Внифантия, созвавшие свой Собор 23 октября в Москве. Священство и общины ДЦХ БИ во главе с епископом Внифантием (Смольниковым) определили Собор ДЦХ БИ 2007 года, проходивший в Алтуфьеве, незаконным, отделилась от ДЦХ и идентифицировали себя как «христиане РПСЦ, не поминающие митрополита Корнилия», находящиеся в РПСЦ под юрисдикцией 15-го правила Двукратного Собора. В 2009 году на Епархиальном Съезде Иркутско-Амурской и всего Дальнего Востока епархии РПСЦ «непоминающих» эта группы объявила о переходе под омофор белокриницкого митрополита Леония (Изота).
Протоиерей Николай Спижевой перешёл в РПАЦ, а 13 июля 2010 года принят в РПЦЗ(А).
Летом 2010 года сторонники инока Алимпия объявили, созвав экстренный Собор, создали «Российскую Древлеправославную Церковь Христову (Белокриницкая иерархия)». Другие части ДЦХ не признали его хиротонии и объявили о его отпадении от ДЦХ.
22 октября 2011 года на Епархиальном съезде Иркутско-Амурской и всего Дальнего Востока епархии епископ Внифатий отказался от управления епархией и обратился к митрополиту РПСЦ Корнилию с просьбой принять его с группой сторонников в молитвенное общение «без прещений». В конце 2011 года он присутствовал на Совете Митрополии РПСЦ, где отрекся от прежней деятельности и покаялся. Неканоничное и незаконное поставление во епископы церковным судом признано не было, и он был принят в РПСЦ в качестве простого монаха, оставив «непоминающую м. Корнилия часть РПСЦ» без епископского руководства.
В 2014 году иерей Сергий Боголюб присоединился к РПСЦ со всеми приходами, которые окормлял.